# كامبوروتوندو اتنيو
كامبوروتوندو اتنيو (بالإيطالية: Camporotondo Etneo)‏ هي مدينة تقع في كاتانيا التابعة لصقلية في إيطاليا .

## السكان
في سنة 1861 بلغ عدد السكان 731 نسمة، وتطور العدد ليصل في سنة 2011 لـ 4٬476 نسمة.
يظهر هذا المخطط البياني تطور النمو السكاني لـ كامبوروتوندو اتنيو